# Парад суверенітетів
Парад суверенітетів  — серія декларацій про суверенітет різного ступеня республік Радянського Союзу та автономних одиниць у складі республік (автономних республік, автономних областей і автономних округів), що почався у 1988. У деклараціях про суверенітет зазначався пріоритет влади союзних республік на своїй території над центральною владою, що призвело до війни законів між республіками й центром в Кремлі. Цей процес відбувся після ослаблення влади Комуністичної партії Радянського Союзу в результаті політики демократизації та перебудови часів Михайла Горбачова. Попри спроби Горбачова зберегти союз за новим договором у формі Союзу суверенних держав, багато складових незабаром проголосили свою повну незалежність. Процес призвів до часткового розпаду Радянського Союзу.
Також внаслідок параду суверенітетів окремі автономні республіки в складі союзних республік прийняли Декларації про суверенітет, в яких встановлювали пріоритет власного внутрішнього законодавства, ряд автономних областей підвищили свій статус до автономних республік.

## Хронологія параду суверенітетів союзних республік СРСР

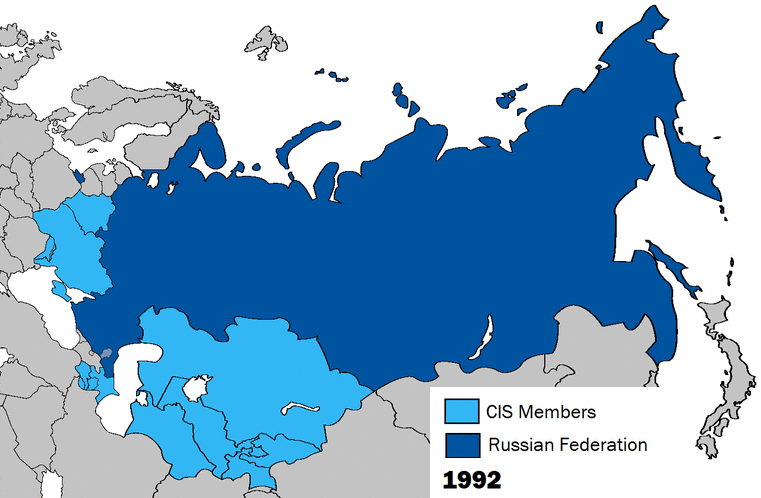
Розпад СРСР станом на 1992

Анімована карта, що показує відновлення незалежності держав та територіальні зміни СРСР в хронологічному порядку

Першою радянською республікою союзного рівня, яка проголосила незалежність, була Естонія (16 листопада 1988 р. — Декларація суверенітету Естонії, 30 березня 1990 р.: — Указ про перехід до відновлення естонської державності; 8 травня 1990 р. — Закон про Державні символи, які проголошували незалежність. 20 серпня 1991 був прийнятий Закон про відновлення незалежності Естонії).
Першим підрозділом нижчого рівня, який проголосив незалежність, була Нахічеванська Автономна Радянська Соціалістична Республіка (19 січня 1990 року, хоча Гейдар Алієв, лідер Азербайджанської РСР, що мав коріння в Нахічевані, зумів зберегти Нахічевань у складі Азербайджану.
Масовий рух сецесії послужив наочним історичним та практичним прикладом для різних теорій сецесії.
| Союзна республіка   | Проголошення суверенітету | Перейменування                               | Проголошення виходу з СРСР | Визнання незалежності з боку СРСР |
| ------------------- | ------------------------- | -------------------------------------------- | -------------------------- | --------------------------------- |
| Естонська РСР       | 16 листопада 1988         | з 8 травня 1990 — Естонська Республіка       | 8 травня 1990              | 6 вересня 1991                    |
| Литовська РСР       | 26 травня 1989            | з 11 березня 1990 — Литовська Республіка     | 11 березня 1990            | 6 вересня 1991                    |
| Латвійська РСР      | 28 липня 1989             | з 4 травня 1990 — Латвійська Республіка      | 4 травня 1990              | 6 вересня 1991                    |
| Азербайджанська РСР | 23 вересня 1989           | з 5 лютого 1991 — Азербайджанська Республіка | 30 серпня 1991             | 26 грудня 1991                    |
| Грузинська РСР      | 26 травня 1990            | з 14 листопада 1990 — Республіка Грузія      | 9 квітня 1991              | 26 грудня 1991                    |
| Російська РФСР      | 12 червня 1990            | з 25 грудня 1991 — Російська Федерація       | 12 грудня 1991             | 26 грудня 1991                    |
| Узбецька РСР        | 20 червня 1990            | з 31 серпня 1991 — Республіка Узбекистан     | 31 серпня 1991             | 26 грудня 1991                    |
| Молдавська РСР      | 23 червня 1990            | з 23 травня 1991 — Республіка Молдова        | 27 серпня 1991             | 26 грудня 1991                    |
| Українська РСР      | 16 липня 1990             | з 24 серпня 1991 — Україна                   | 24 серпня 1991             | 26 грудня 1991                    |
| Білоруська РСР      | 27 липня 1990             | з 19 вересня 1991 — Республіка Білорусь      | 25 серпня 1991             | 26 грудня 1991                    |
| Туркменська РСР     | 22 серпня 1990            | з 27 жовтня 1991 — Туркменістан              | 27 жовтня 1991             | 26 грудня 1991                    |
| Вірменська РСР      | —                         | з 23 серпня 1990 — Республіка Вірменія       | 23 серпня 1990             | 26 грудня 1991                    |
| Таджицька РСР       | 24 серпня 1990            | з 31 серпня 1991 — Республіка Таджикистан    | 9 вересня 1991             | 26 грудня 1991                    |
| Казахська РСР       | 25 жовтня 1990            | з 10 грудня 1991 — Республіка Казахстан      | 16 грудня 1991             | 26 грудня 1991                    |
| Киргизька РСР       | 15 грудня 1990            | з 5 лютого 1991 — Республіка Киргизстан      | 31 серпня 1991             | 26 грудня 1991                    |

## Парад суверенітетів автономних республік РРФСР

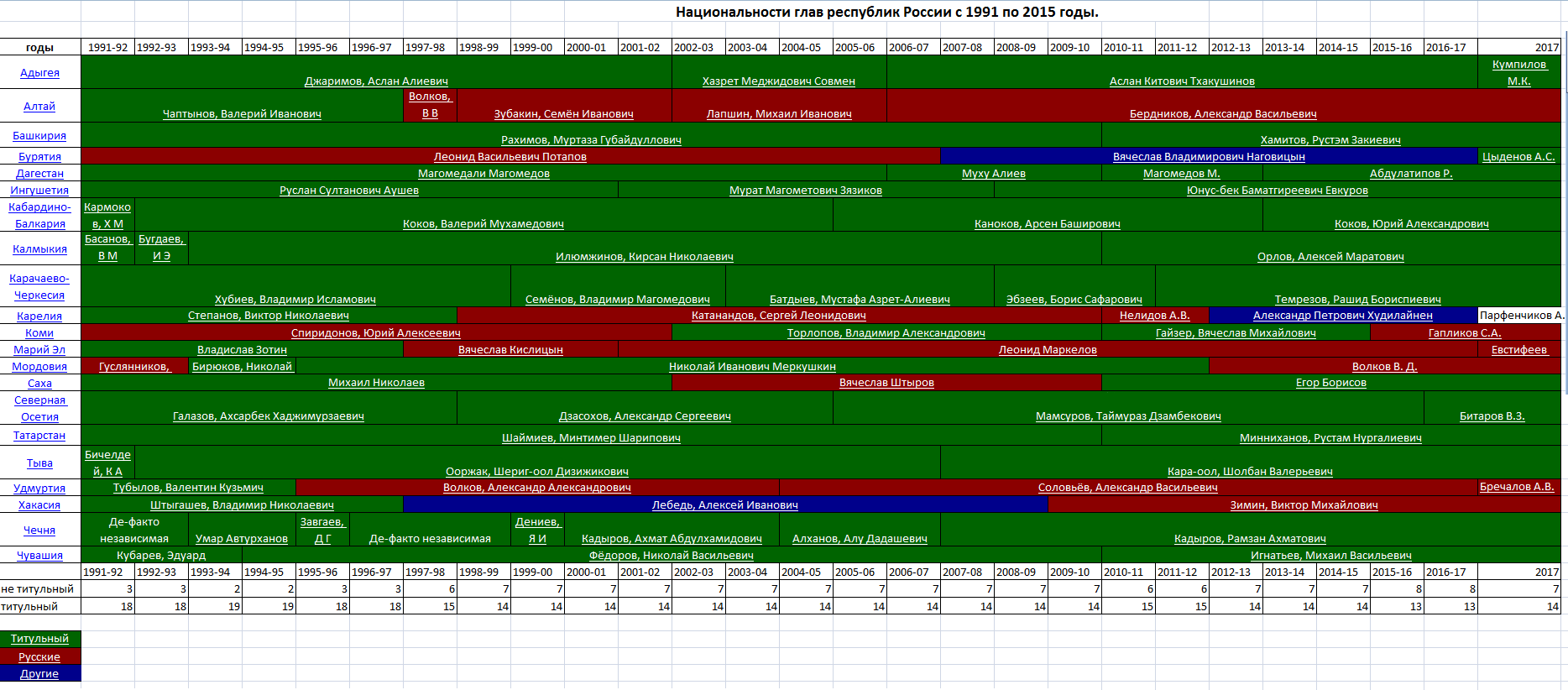
Національна приналежність глав республік Росії

Формально суб'єкти СРСР, відповідно до союзних та республіканських конституцій, володіли правом сецесії та декларованим державним суверенітетом. Згідно з цим правом із липня 1990 відбувається «парад суверенітетів» автономних республік та автономних областей РРФСР з перетвореннями їх у суверенні республіки. Республіки, на відміну від країв і областей, є національно-державними утвореннями, тобто формою державності народів, приймають власні конституції і мають право визначати свої власні державні мови. До федеративної реформи у 1992, можливість та право виходу зі складу Росії згадувалася в конституціях усіх автономних республік.

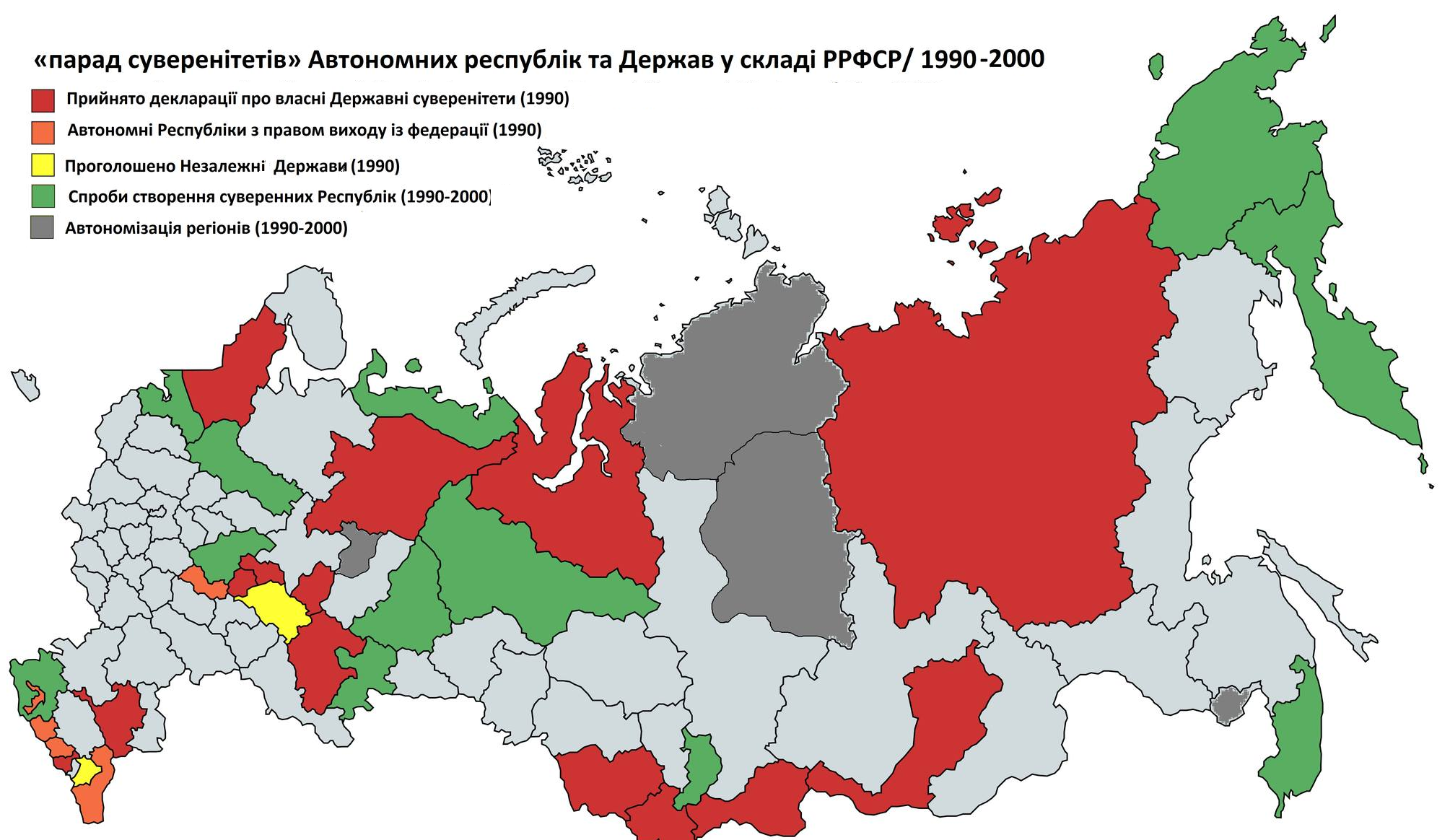
карта «параду суверенітетів» в РРФСР- РФ (1990—2000)

Чеченська Республіка Ічкерія не визнала суверенітет Росії, її території та проголосила незалежність 9 червня 1991, а Татарстан почав кроки для створення власної валюти й відмовилися сплачувати податки у федеральний бюджет.

### Проголошення суверенітету автономних республік
Більшість автономних республік проголосили себе суверенними республіками та прийняли декларації про власний суверенітет.
| Автономна республіка           | Проголошення суверенітету |
| ------------------------------ | ------------------------- |
| Північно-Осетинська АРСР       | 20 липня 1990             |
| Карельська АРСР                | 9 серпня 1990             |
| Комі АРСР                      | 29 серпня 1990            |
| Удмуртська АРСР                | 20 вересня 1990           |
| Якутська АРСР (Респуліка Саха) | 27 вересня 1990           |
| Бурятська АРСР                 | 8 жовтня 1990             |
| Башкирської АРСР               | 11 жовтня 1990            |
| Калмицька АРСР                 | 18 жовтня 1990            |
| Марійська АРСР                 | 22 жовтня 1990            |
| Чуваська АРСР                  | 24 жовтня 1990            |
| Горно-Алтайська АО             | 25 жовтня 1990            |
| Тувинська АРСР                 | 12 грудня 1990            |
| Ямало-Ненецький АО             | 18 жовтня 1991            |

### Підвищення статусу доАвтономної республіки
Автономні області підвищили свій статус до автономних республік, та прийняли власні конституції, здобули право визначати свої власні державні мови та формувати окремі національно-державні утворення:
- 1990 — Республіка Адигея
- 1990 — Республіка Дагестан
- 1990 — Республіка Кабардино-Балкарія
- 1990 — Республіка Карачаєво-Черкесія
- 1990 — Республіка Мордовія
- 1990 — Республіка Хакасія

### Спроби створення Автономних Республік
Деякі автономні області та регіони здійснили практичні кроки до перетворення в автономні республіки, зокрема
- 1990 — Ненецький АО
- 1991 — Абазинська Республіка
- 1991 — Козачі Республіки
- 1991 — Лезгістан
- 1991 — Поморська Республіка
- 1993 — Балтійська Республіка
- 1993 — Вологодська Республіка
- 1993 — Інгрія / Петербургська Республіка
- 1993 — Республіка Примор'я
- 1993 — Уральська Республіка

31 березня 1992 року всі керівники автономних республік, за винятком Татарстану та Чеченської Республіки Ічкерія, керуючись Декларацією про державний суверенітет РРФСР та власними деклараціями про державні суверенітети підписали Федеративний договір РФ.

### Татарстан
30 серпня 1990 — Верховна Рада Татарської АРСР прийняла Декларацію про державний суверенітет Татарстану, 21 березня 1992 — відбувся Референдум про суверенітет Татарстану, який підтримало 62 % населення. 30 листопада 1992 — запроваджується Конституція Республіки Татарстан, що оголосила її суверенною державою, почав кроки для створення власної валюти та відмовилися сплачувати податки у федеральний бюджет. Татарстан не підписав Федеративний договір РФ і розпочалися тривалі та конфліктні переговори. В результаті цих переговорів в 1994 був укладений Договір «Про розмежування предметів ведення між органами державної влади РФ і Республіки Татарстан і взаємне делегування повноважень».
У 2017 всупереч рішенням Всесвітнього конгресу татар та всупереч рішенню депутатів Ради Республіки Татарстан, Договір про розмежування повноважень не був продовжений зі сторони РФ.

### Чеченська Республіка Ічкерія
9 червня 1991 було проголошено Чеченську Республіку Ічкерію. 13 березня 1992 Чеченська Республіка Ічкерія здобула міжнародне визнання президента Грузії Звіада Гамсахурдії.
В результаті першої російсько-чеченської війни (1994—1996) та другої російсько-чеченської війни (1999—2000) Чеченська Республіка Ічкерія була окупована, Президентів ЧРІ та головних лідерів Ічкерії було вбито, населення зазнало геноциду та масштабних російських воєнних злочинів.
Уряд талібів в Афганістані у 2000 році визнав незалежність Ічкерії, а в Кабулі було відкрито ічкерійське посольство.
18 жовтня 2022 депутати Верховної Ради України визнали Ічкерію тимчасово окупованою Росією і засудили геноцид чеченського народу
у 2023 Прем'єр-міністр Польщі Матеуш Моравецький запропонував визнати суверенітет Ічкерії